# Alberto Saladino García

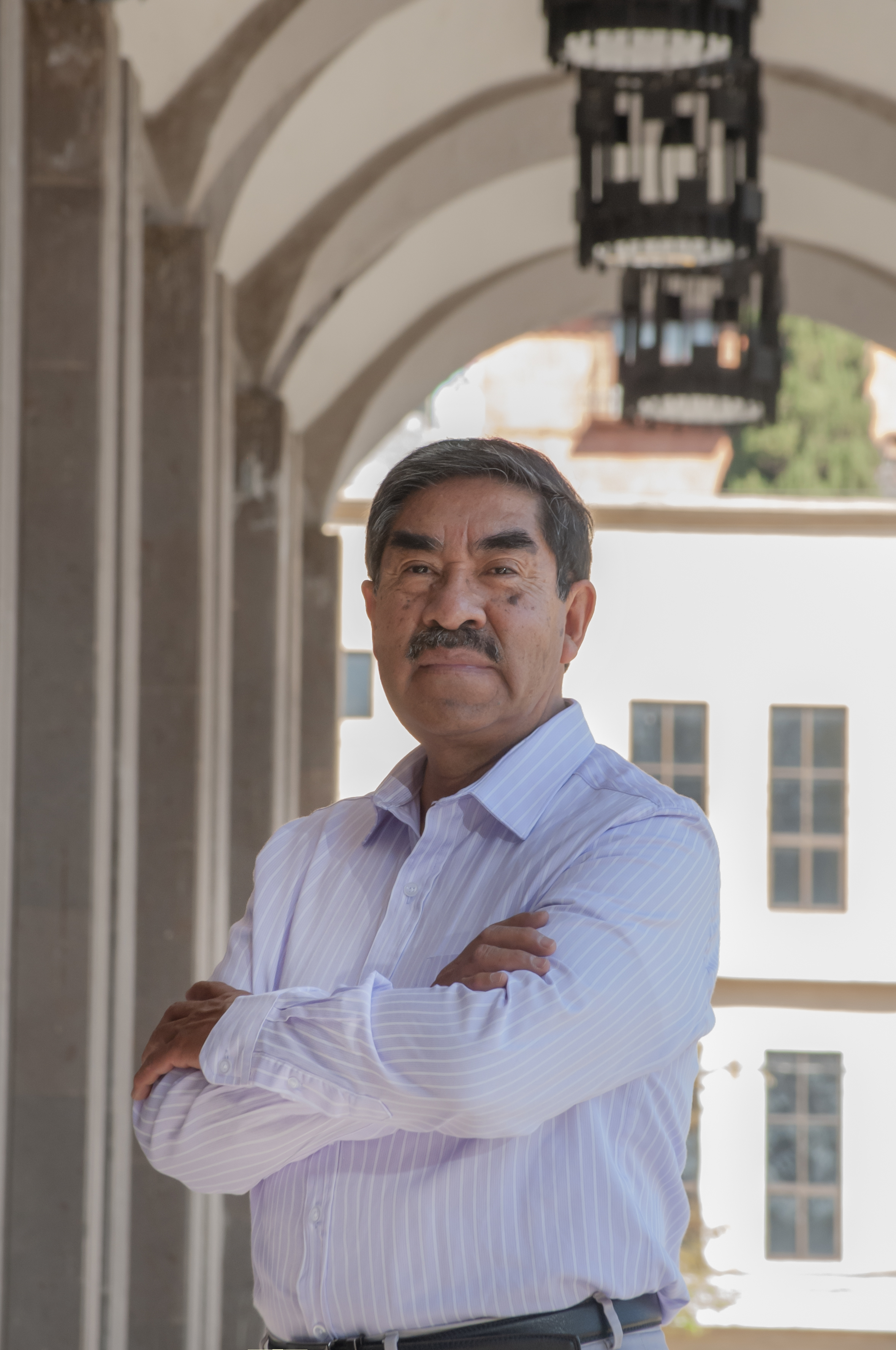
Dr. Alberto Saladino Foto: Ámbar Chimal

Alberto Saladino García (8 de abril de 1955 nacido en Otzolotepec, México), es un distinguido filósofo, catedrático, literato y luchador social en México.
Es reconocido a nivel internacional[cita requerida] por haber dictado conferencias y participado en seminarios, foros y estancias en más de 30 países alrededor del mundo, así mismo ha publicado libros en el extranjero.
Actualmente[¿cuándo?] es investigador de tiempo completo en la Universidad Autónoma del Estado de México.

## Estudios
Cuenta con los grados académicos de Profesor de primaria por la Escuela Normal 1 de Toluca, 1974; Licenciatura en Filosofía por la Universidad Autónoma del Estado de México, 1978; Maestría en Filosofía Latinoamericana por la Universidad Nacional Autónoma de México, UNAM, 1983 y Doctor en Estudios Latinoamericanos por la UNAM, 1988.

## Trayectoria  académica
Profesor de educación primaria en Cacalomacán, municipio de Toluca de 1974-1976 y Mimiapan, municipio de Xonacatlán de 1976-1977. 
Profesor de asignatura en la Escuela Preparatoria N.º 1 de la Universidad Autónoma del Estado de México de 1977 a 1980; Escuelas Normales 1 y 2 del Estado de México, de 1979 a 1980; Escuela para Extranjeros de la UNAM, de 1979 a 1981.
Profesor/Investigador de medio tiempo del Instituto Superior de Ciencias de la Educación de Toluca, de 1980 a 1982.
Profesor/Investigador de la Facultad de Humanidades de la Universidad Autónoma del Estado de México, desde 1982 a la fecha.

## Cargos y Reconocimiento Internacional
Nunca ha ocupado un cargo público en política aunque lo ha intentado múltiples ocasiones; En la Academia, fue Secretario Académico (1982-1984); Director de la Facultad de Humanidades de la Universidad Autónoma del Estado de México de 1986 a 1990; Presidente de la Sociedad Latinoamericana de Estudios sobre América Latina y el Caribe (1998-2000); Presidente fundador de Historiadores de las Ciencias y las Humanidades A. C. (2007-2010). Ha dado conferencias y participado en diversos coloquios y congresos en diferentes países del mundo como España, Argentina, Canadá, Rusia, Perú, Japón, Grecia, Italia, China, Israel, Portugal, Cuba, Bolivia, Nicaragua, Costa Rica, Trinidad y Tobago, Uruguay y Brasil entre otros y en la mayoría de las universidades autónomas del país.
Ha realizado estancias sabáticas en el Instituto de Posgraduados en Estudios Latinoamericanos de la Universidad de Tamkang, Taiwán, 1990-1991; Centro de Investigaciones Interdisciplinarias en Ciencias y Humanidades de la UNAM, 1996-1997; Extensión Académica de la UNAM en Gatinau, Quebec, Canadá, segundo semestre de 2003 y Universidad de Cienfuegos, Cuba, primer semestre de 2004; Centro de Investigaciones sobre América Latina y el Caribe de la UNAM, 2009-2010.
Es miembro nivel uno del Sistema Nacional de Investigadores del CONACYT desde 1990 a la fecha.

## Actividad Política
Fue fundador del Partido Socialista Unificado de México (PSUM) en el Estado de México, junto con Alejandro Encinas.
Militó en el Partido de la Revolución Democrática (PRD) hasta el año 2008. Fue candidato en 1997 a diputado local por el distrito XVII.
Militó en el Partido Convergencia, por el cual fue candidato a diputado local de mayoría en el año 2009 por el distrito III.
Es miembro fundador del Movimiento de Regeneración Nacional (MORENA) en Toluca y ha participado en diferentes encuentros de formación política, congresos nacionales, congreso por la "República Amorosa" de AMLO, entre otros.
Actualmente es simpatizante del Movimiento Regeneración Nacional, Morena (movimiento político).

## Producción Literaria
Es autor de 12 libros y compilador de 20 libros, sobre historia de la ciencia, educación y filosofía mexicana y latinoamericana, editados en México y en el extranjero (España, Estados Unidos y Taiwán).
- Política educativa en el Estado de México, 1824-1867, Toluca: Instituto Superior de Ciencias de la Educación del Estado de México, 1982, 124 pp. (1000 ejemplares)
- Indigenismo y marxismo en América Latina, 2.ª edición, Toluca, Universidad Autónoma del Estado de México, 1994, 282 pp. (1000 ejemplares, ISBN 968-835-261-6)
- Educación y sociedad en el Estado de México, 1867-1911, Toluca, Instituto Superior de Ciencias de la Educación del Estado de México, 1984, 148 pp. (1000 ejemplares)
- Dos científicos de la Ilustración hispanoamericana: J. A. Alzate y F. J. de Caldas, México, Universidad Nacional Autónoma de México/Universidad Autónoma del Estado de México, 1990, 234 pp. (1200 ejemplares, ISBN 968-36-1300-4).
- Ciencia y prensa durante la ilustración latinoamericana, Toluca, Universidad Autónoma del Estado de México, 1996, 336 pp. (1000 ejemplares, ISBN 968-835-269-9).
- Libros de contenidos científicos del siglo XVIII latinoamericano, Toluca, Universidad Autónoma del Estado de México, 1998, 340 pp. (500 ejemplares, ISBN 968 835 392-2).
- El sabio José Antonio Alzate y Ramírez de Santillana, Toluca, Universidad Autónoma del Estado de México, 2001, 92 pp. (1000 ejemplares, ISBN 968 835 735-9).
- América Latina, espacio vital: interpretaciones interdisciplinarias desde Asia, Taipéi, Universidad de Tamkango, 2009.
- Filosofía de la Ilustración latinoamericana, Toluca, Universidad Autónoma del Estado de México, 2009, 244 pp. (1000 ejemplares, ISBN 978-607-4).
- Reivindicar la Memoria. Epistemología y metodología sobre la historia de la filosofía en América Latina, Toluca, UAEMex-UNAM, 2012, 205 pp.
- Elementos para una teoría latinoamericana sobre historia de la ciencia, Toluca, UAEMex, 2015, 190 pp. (ISBN 978-607-422-585-3).
- Leopoldo Zea, el filósofo de Latinoamérica, Madrid, Fundación Ignacio Larramendi, 2017 (libro electrónico)